# Булевар уметности
Булевар уметности је улица која се налази на Новом Београду.
Почиње од улице Милутина Миланковића, а завршава се изласком на улицу Трешњиног цвета и улицу Булевар Михајла Пупина.
Протеже се кроз Блок 39, Блок 32, Блок 31, Блок 28, Блок 29, и кроз Блок 30.
Секу је улице Булевар Зорана Ђинђића и Булевар Арсенија Чарнојевића.
Улица добија име Булевар уметности 1990. године, а све до тада звала се Хо Ши Минова улица по првом председнику ДНР Вијетнам..

## Саобраћај
Кроз Булевар уметности саобраћају возила ГСП Београд.
- линија 74 Бежанијска Коса - Миријево.[4]
- линија 17 Коњарник - Земун.[5]
- линија 68 Блок 70 - Зелени венац.[4]
- линија 71 Ледине - Зелени венац

## Објекти
У Булевару уметности се налазе објекти :
- Меркатор центар
- Дечији вртић Чигра
- Основна школа Радоје Домановић
- Дечији вртић Славуј
- Пошта
- Републички фонд за пензионо и инвалидско осигурање
- Руска основна и средња школа
- Факултет драмских уметности
- Завод за социјално осигурање
- Спомен обележје Анастасу Јовановићу у Београду

И велики број других услужних, стамбених и трговинских објеката.